# Mouloud Belaouane
 (juillet 2023).
La mise en forme du texte ne suit pas les recommandations de Wikipédia : il faut le « wikifier ».
Les points d'amélioration suivants sont les cas les plus fréquents. Le détail des points à revoir est peut-être précisé sur la page de discussion.
- Les titres sont pré-formatés par le logiciel. Ils ne sont ni en capitales, ni en gras.
- Le texte ne doit pas être écrit en capitales (les noms de famille non plus), ni en gras, ni en italique, ni en « petit »…
- Le gras n'est utilisé que pour surligner le titre de l'article dans l'introduction, une seule fois.
- L'italique est rarement utilisé : mots en langue étrangère, titres d'œuvres, noms de bateaux, etc.
- Les citations ne sont pas en italique mais en corps de texte normal. Elles sont entourées par des guillemets français : « et ».
- Les listes à puces sont à éviter, des paragraphes rédigés étant largement préférés. Les tableaux sont à réserver à la présentation de données structurées (résultats, etc.).
- Les appels de note de bas de page (petits chiffres en exposant, introduits par l'outil «  Source ») sont à placer entre la fin de phrase et le point final[comme ça].
- Les liens internes (vers d'autres articles de Wikipédia) sont à choisir avec parcimonie. Créez des liens vers des articles approfondissant le sujet. Les termes génériques sans rapport avec le sujet sont à éviter, ainsi que les répétitions de liens vers un même terme.
- Les liens externes sont à placer uniquement dans une section « Liens externes », à la fin de l'article. Ces liens sont à choisir avec parcimonie suivant les règles définies. Si un lien sert de source à l'article, son insertion dans le texte est à faire par les notes de bas de page.
- La présentation des références doit suivre les conventions bibliographiques. Il est recommandé d'utiliser les modèles {{Ouvrage}}, {{Chapitre}}, {{Article}}, {{Lien web}} et/ou {{Bibliographie}}. Le mode d'édition visuel peut mettre en forme automatiquement les références.
- Insérer une infobox (cadre d'informations à droite) n'est pas obligatoire pour parachever la mise en page.

Pour une aide détaillée, merci de consulter Aide:Wikification.
Si vous pensez que ces points ont été résolus, vous pouvez retirer ce bandeau et améliorer la mise en forme d'un autre article.
Mouloud Belaouane né le 26 juillet 1928 à Collo (Algérie) et mort le 1er avril 2009 à Genève (Suisse), était un indépendantiste et homme politique algérien, membre du FLN. 

## Biographie
Étudiant la médecine en France, il sera l'un des membres fondateurs de l'Union générale des étudiants musulmans algériens (UGEMA). Président du comité exécutif de la commission permanente chargée de préparer le congrès constitutif, puis secrétaire général du premier comité exécutif en juillet 1955, il sera élu Président de l'UGEMA en avril 1956. Le 19 mai 1956, il déclenchera la grève illimitée des étudiants, décision historique qui appellera les étudiants algériens à se rallier à la lutte armée, lancée le 1er novembre 1954. Il rejoindra le maquis en servant dans les rangs de l'ALN  au Maroc comme médecin responsable sanitaire du front ouest de 1958 à l'indépendance. 
Élu député de Constantine et Vice-Président de l'assemblée nationale constituante en 1962, il participera activement à l'élaboration de la première constitution algérienne et contribuera à mettre en place les bases législatives du nouvel État algerien. 
Nommé ministre de l'information le 18 avril 1963, il participera à la création de la Radio Télévision Algérienne (RTA) et des organes de presse écrite (journal quotidien El Moudjahid). Il occupera par la suite pendant quatre ans la fonction de Président de la Compagnie Nationale algérienne de Navigation (CNAN) à laquelle il sera nommé le 23 février 1965.
Il exercera enfin pendant 25 ans la fonction de Président du Croissant-Rouge algérien de 1969 à 1994. Cette longue période sera marquée par une mobilisation caritative et diplomatique internationale en faveur des déshérités notamment les réfugiés au sein de l'ONU (CICR).

## Fonctions
- 1956-1958, Président de l'UGEMA
- 1958-1962, Médecin responsable sanitaire du front ouest de l'ALN
- 1962-1963, Député et vice-président de l'assemblée constituante.
- 1963-1965, Ministre de l'information
- 1965-1969, Président de la CNAN
- 1969-1994, Président du Croissant Rouge Algérien